# Psychotria manna
Psychotria manna är en måreväxtart som beskrevs av Ignatz Urban. Psychotria manna ingår i släktet Psychotria och familjen måreväxter. Inga underarter finns listade i Catalogue of Life.